# Pamphlebia diserta
Pamphlebia diserta är en fjärilsart som beskrevs av Walker 1861. Pamphlebia diserta ingår i släktet Pamphlebia och familjen mätare. Inga underarter finns listade i Catalogue of Life.